# Die Kwannon von Okadera
Die Kwannon von Okadera ist ein rund zweistündiges deutsches Stummfilmdrama aus dem Jahre 1920 von Carl Froelich mit Werner Krauß und Marija Leiko in den Hauptrollen. Die Titelrolle verkörpert Lil Dagover. Dem Film liegt der ab dem 8. August 1920 in der Berliner Illustrirten Zeitung erschienene, gleichnamige Fortsetzungsroman von Ludwig Wolff zugrunde, der auch das Drehbuch verfasste.

## Handlung
Deutschland, unmittelbar nach dem Ersten Weltkrieg. Der von Schwindelanfällen heimgesuchte Medienmogul und Kriegsgewinnler Harlander ist, seit man ihm eingeredet hat, dass er in sechs Monaten dem Wahnsinn anheimfallen werde, zu einer ruhelosen Seele geworden. Dies führt dazu, dass er die verbleibende Zeit in vollen Zügen auskosten will und mit seinem Geld nur so um sich wirft und großzügig bezifferte Schecks an wildfremde Leute ausstellt. Harlander hat sich über eine Zeitungsannonce eine junge Pflegerin namens Ingelene von Görtz – Typ: verarmter Adel – zugelegt, mit der er als Reisebegleitung nach Zürich fährt, um seinen dortigen Banksafe leerzuräumen. Auf dem Weg dorthin durchquert das ungewöhnliche Paar norditalienische Städteschönheiten wie Florenz und Verona.
Die Nähe zu dieser Frau lässt den wahnsinnig Geglaubten scheinbar allmählich gesunden. Eine kleine Bronzestatue, die Kwannon von Okadera, die die beiden Flaneure in einem Florentiner Antiquitätengeschäft sichten, lässt Harlander bald nicht mehr los. Fasziniert von der Ausstrahlung und Kraft dieser Statuette, beginnt sich in Harlander ein Wandel zu vollziehen, der meditativer Natur ist und scheinbar Gelassenheit hervorruft. Kaum wieder genesen, hintergeht Harlander sogleich Ingelene, der er auch menschlich näher gekommen ist, und beginnt eine sexuelle Affäre mit einer Tänzerin. Tief getroffen, entscheidet sich Ingelene daraufhin, zu dem von ihr verlassenen Bräutigam zurückzukehren. Harlander lässt nunmehr sein altes Leben hinter sich und begibt sich ganz ohne Geld auf Wanderschaft durch die weite Welt.

## Produktionsnotizen
Die Kwannon von Okadera, die erste Produktion der neugegründeten Uco-Film aus dem Hause Ullstein, entstand in den Bioscop-Ateliers in Neubabelsberg und in den italienischen Außendrehorten Florenz, Verona und Bozen (Südtirol). Der Film passierte die Filmzensur am 11. Dezember 1920, wurde aber bereits neun Tage zuvor in Berlins Marmorhaus uraufgeführt. Der mit Jugendverbot belegte Sechsakter besaß eine Länge von 2537 Metern.
Rudolf Meinert übernahm die Produktionsleitung. Die Filmbauten gestaltete Ernst Meiwers.

## Wissenswertes
Kannon, hier Kwannon genannt, ist im ostasiatischen Mahayana-Buddhismus ein weibliches „Erleuchtungswesen“ und wird im Volksglauben auch als Göttin verehrt.
Der Okadera (岡寺) ist einer der 33 Tempel des Saigoku-Pilgerweges und liegt inmitten von Reisfeldern und Mandarinenhainen im Dorf Asuka in der japanischen Präfektur Nara.

## Kritiken
Die Bewertungen waren alles in allem recht freundlich. Nachfolgend drei Beispiele:
Die Vossische Zeitung äußerte sich am Tag nach der Premiere überschwänglich: „Aus dem Roman, dem Landschaften, Stimmungen, psychologischen Zartheiten Werterhöhung schaffen, ist ohne Gewaltsamkeit ein starkes, in sich geschlossenes Filmschauspiel geworden. […] Sehr fein der Harlander Werner Krauss’ – erschütternd in Seelenqualen, […] eine echte, bluterfüllte Menschengestalt […] weich und süss im Lächeln schwermütiger Güte die Kwannon Lil Dagovers, auch technisch gut gemeistert. […] Der Film hält die Linie, die er sucht – fast ohne Zugeständnisse an den Geschmack der Massen. Dass er, wählerisch in den Mitteln, doch Wirkung erzwingt, ist seine Stärke.“

„Es war eine der wertvollsten Darbietungen der neuen Saison.“

Der Rezensent in Das Tagebuch urteilte knapp: „Es ist natürlich ein angenehmer, banal-sentimentaler ausgezeichnet dargestellter Film“ und äußerte sich anschließend über Carl Froelichs Leistung: „Der Regisseur hat wunderschöne Bilder geschenkt. Hat, Gott sei Dank, auf alle Massengeschichten verzichtet, keine Statisterie, kein Gelaufe, keine Holzarchitekturen. Aber das menschliche Gesicht, der wichtigste Schauplatz des Films, kommt wieder zu seinem Rechte. Höchste Sorgfalt […] in allen Details.“